# Max Mack
Max Mack (2 de octubre de 1884 – 18 de febrero de 1973) fue un director, guionista, productor y actor cinematográfico alemán. La mayor parte de su filmografía se considera perdida.

## Biografía
Su verdadero nombre era Moritz Myrthezweig, y nació en Halberstadt, Alemania. Hijo de un cantante judío, desde 1906 fue actor en el Stadttheater de Eisenach, trabajando después con Max Reinhardt. Debutó en el cine en 1911 escribiendo guiones para Viggo Larsen, iniciándose muy pronto en la dirección. En un decenio (1911-1920) dirigió más de un centenar de filmes, de manera general afiliados a la tendencia artística del expresionismo, por lo que fue uno de los más prolíficos cineastas alemanes. 
Su mayor éxito le llegó de la mano de Der andere (1913), film realizado a partir de una obra de Paul Lindau, y que se considera la primera producción alemana de autor. En la película, el protagonista, Albert Bassermann, hace un papel doble, pues la historia trata acerca de la esquizofrenia. En el mismo 1913 Mack rodó una comedia detectivesca que también fue un éxito de taquilla, Wo ist Coletti?. Además, en 1915 tuvo la oportunidad de dirigir al entonces actor Ernst Lubitsch, antes de conseguir la fama como director.
Mack publicó en 1916, en colaboración con Ewald André Dupont, uno de los primeros libros teóricos sobre el arte cinematográfico, Die zappelnde Leinwand, y en 1917 fundó su propia compañía de producción, Max Mack-Film GmbH. En  1928 Mack se involucró en la experimentación con el cine sonoro, rodando en 1930 su primera cinta con sonido, Nur am Rhein…, aunque a partir de entonces apenas dirigió películas. En total, a lo largo de su carrera Max Mack participó en 138 producciones, gran parte de ellas rodadas antes de 1920.
De origen judío, en 1933 huyó del nazismo y se instaló en Londres. En Inglaterra trabajó en varios proyectos que quedaron inacabados, aunque en 1935 rodó una película con buen resultado de público, Be Careful, Mr. Smith. A finales de los años 1930, y a pesar del apoyo de Charles Laughton, trató sin éxito de instalarse en Hollywood. Finalmente cerró su compañía de producción y trabajó en la biblioteca del Museo Británico de Londres, y en 1943 escribió sus memorias, With a Sigh and a Smile. A Showman Looks Back, que se publicaron en Londres.
En 1965 recibió el premio de honor de los Deutscher Filmpreis. Max Mack falleció en 1973 en  Londres, Inglaterra, a los 88 años de edad.

## Selección de su filmografía
- 1913: Die blaue Maus
- 1913: Der Andere
- 1913: Wo ist Coletti?
- 1915: Der Katzensteg
- 1915: Arme Maria – Eine Warenhausgeschichte
- 1915: Robert und Bertram, die lustigen Vagabunden
- 1916: Das Geständnis der grünen Maske
- 1918: Der geprellte Don Juan
- 1919: Sündiges Blut
- 1920: Die Lieblingsfrau des Maharadscha Episodio 3
- 1926: Die Fahrt ins Abenteuer
- 1927: Ein Tag der Rosen im August…
- 1928: Der Kampf der Tertia
- 1929: Autobus Nr. 2
- 1935: Be careful, Mr. Smith

## Premios
- 1965: Premio Filmband in Gold por su dedicación a la industria cinematográfica alemana.